# ロシュ (アンドル＝エ＝ロワール県)
ロシュ（Loches [fr]; [loʊʃ]）は、フランス中部、サントル＝ヴァル・ド・ロワール地域圏のアンドル＝エ＝ロワール県に属するコミューンである。
トゥールの南東約42キロメートル、アンドル川左岸に位置している。
同名の区およびアンドル・エ・ロワール県の行政府の座であり、近隣の自治体トゥレーヌ、ボーリュー・レ・ロシュ、フェリエール・シュル・ボーリュー、ペルッソンと合わせると住民1万人が集まっている。

## 地理
隣接する自治体
| 北西 シャンソー・プレ・ロシュ （フランス語） | 北 シャンブール＝シュル＝アンドル （フランス語） | 北東 フェリエール・シュル・ボーリュー （フランス語） |
| 西 ムーゼ （フランス語）                     | ロシュ                                           | 東 ボーリュー・レ・ロシュ （フランス語）             |
| 南西 ヴァレンヌ （フランス語）               | 南 サン・セノック （フランス語）                 | 南東 ペルッソン （フランス語）                       |

## 歴史
ロシュの街は、聖ウルススによって500年頃に設立された修道院の周囲に発展した当時は「Leucae 」と表記した。886年から1205年までアンジュー伯領に属した。1205年、フィリップ2世がイングランドのジョン王より街を奪うと、13世紀中頃からシャルル9世の時代まで、フランス国王はロシュ城に暮らした。その間に1424年、トゥレーヌ公爵アーチボルド・ダグラス（第4代ダグラス伯）（英語版）に世襲譲渡されたが、程なく1441年にラ・セル＝ゲナン（英語版）の領主アントワーヌ・ゲナンがロシュの総督に任じられた。

## 見どころ
この町は、中央フランスで最も美しい絵のような町の一つに数えられ、岩山の頂上に建つアンジュー家の居城ロシュ城を見上げるように広がる。城の外壁は厚さ 4 m (13 ft)、城内は聖ウルスス教会（教会員が協同して毎日の礼拝を維持する協同教会形式）、王家の小宮殿、要塞塔「ドンジョン」で構成される。

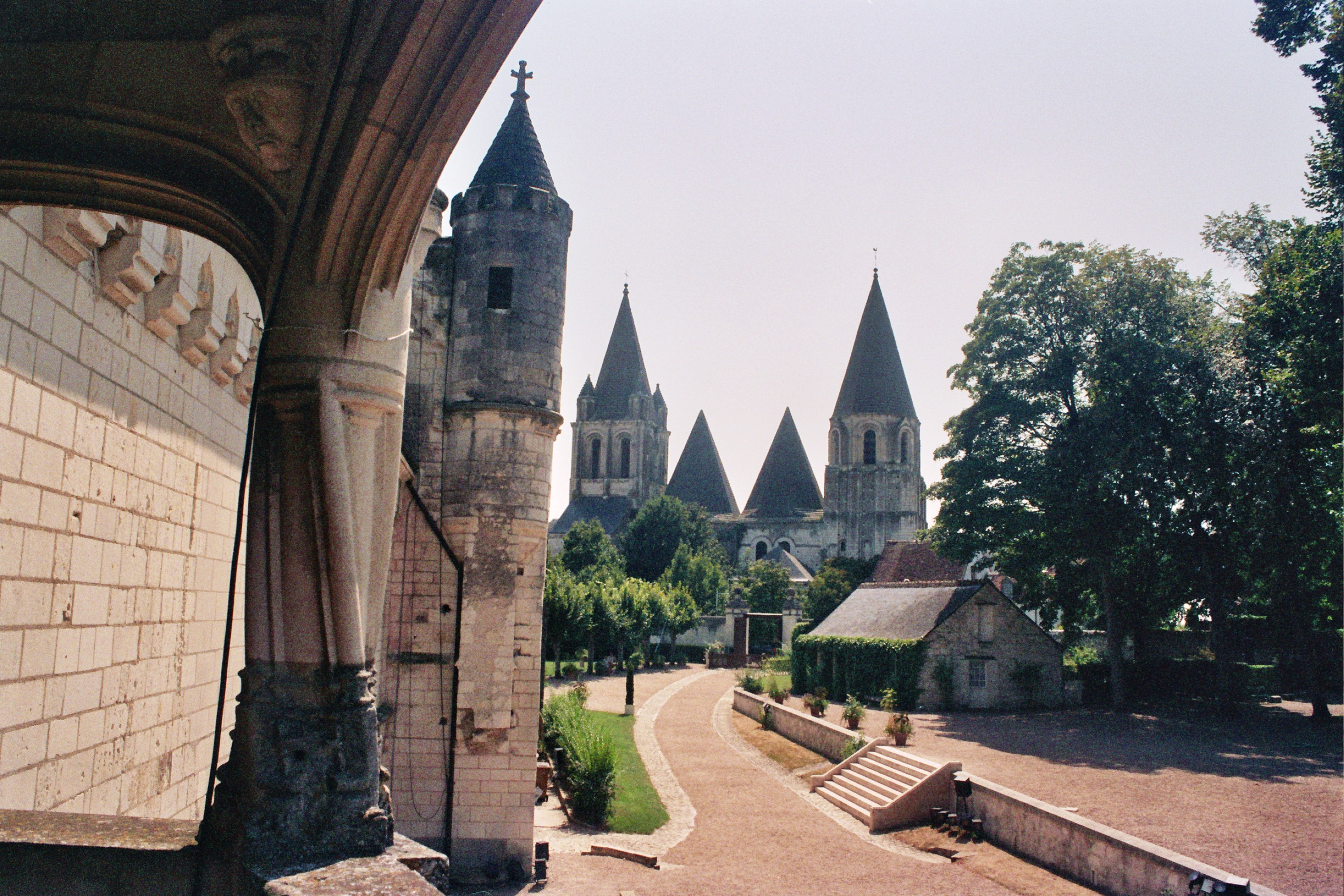
小宮殿から眺めた聖ウルスス教会

聖ウルスス教会は10世紀から12世紀にかけて建てられた。その特徴は身廊の上に巨大な石のピラミッドを配し、西側の扉の美しい彫刻が際立つ。教会内にアニェス・ソレルの墓がある。

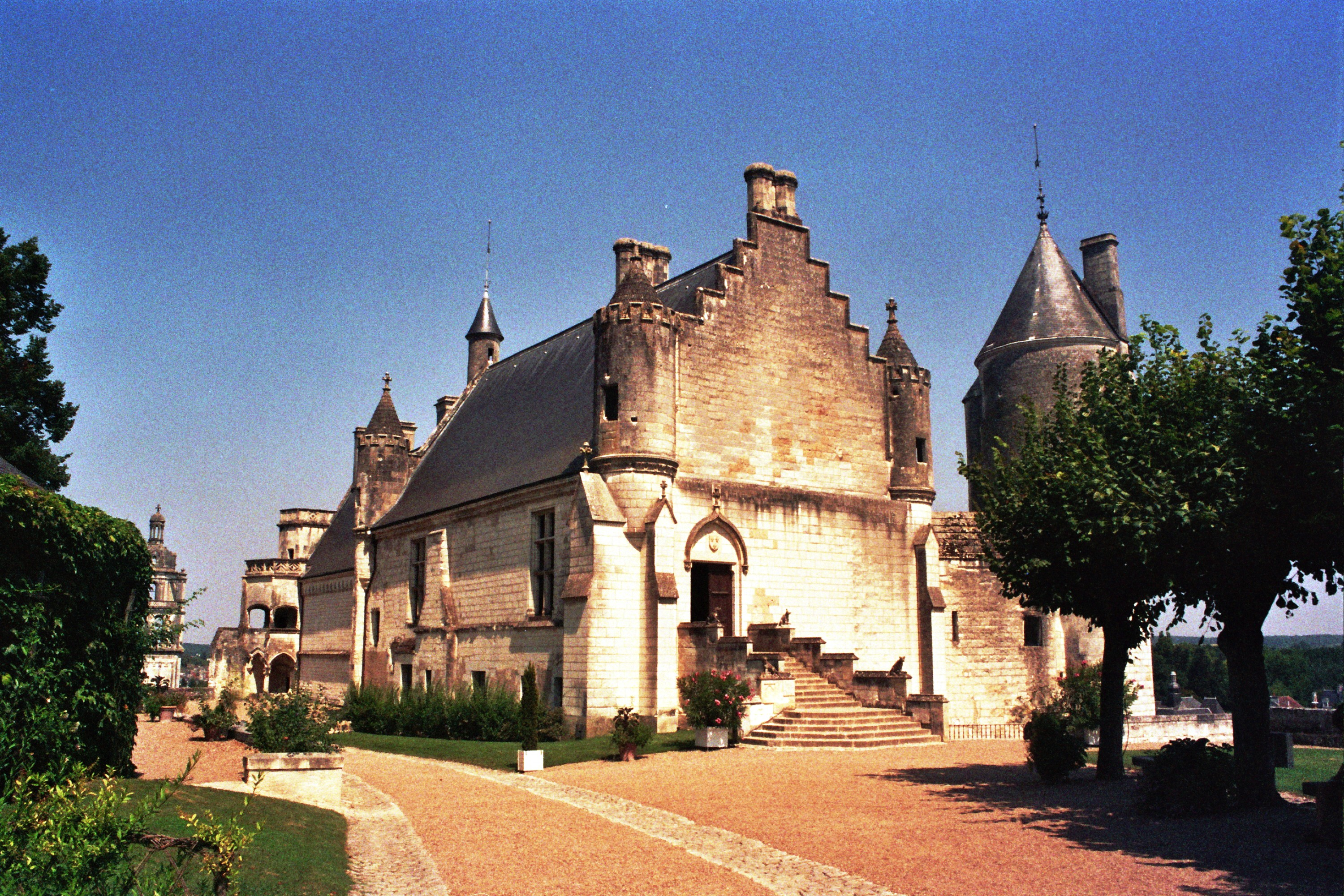
王家の小宮殿

フランス王シャルル7世が建てた宮殿は、かつて副知事官邸として使用された。アンヌ・ド・ブルターニュの礼拝堂を置く。1429年5月11日にここに到着したジャンヌ・ダルクは、オルレアンで歴史的な勝利を収めたばかりで、国王に面会を申し入れた。
要塞塔には12世紀の天守の廃墟の他に、マルトレと呼ばれる監獄があり、ミラノ公ルドヴィーコ・スフォルツァ（1452年– 1508年）が獄死した場所として有名。フランス王ルイ11世が建てさせた円塔には鉄製の檻がいくつも収められ、言い伝えでは発明家のバルー枢機卿を含む国家の囚人を拘禁したというが、今では信憑性はない。
ロシュには市庁舎とルネサンスの家屋が複数残っている。前者はフランソワ1世の勅許を受けて1515年に建った。
町の反対側、アンドル川を挟んだ右岸のボーリュー＝レ＝ロシュ村にはかつて、男爵の居城があった。

## 経済
農産物やワイン、木材、家畜の取引に加え、醸造、蒸留酒、革なめしが主な産業である。

## 著名な人物
ロシュ出身の人物は以下の通りである。
- フルク3世 (アンジュー伯)（970年–1040年）、中世の壮麗な城を建築した最初の一人[7]。
- ニコラ・バルテルミー・デ・ロシュ（英語版）（1478年–1537年以降没）、ベネディクト会修道士で詩人。
- アルフレッド・ド・ヴィニー（1797年–1863年）、詩人、脚本家、小説家[8]。
- ピエール・ニコラ・ジェルディ（英語版）（1797年–1856年）、フランスの医学者で外科医、解剖学者で病理学者、生理学者。
- エルンスト・クリストフ（1827年–1892年）、フランソワ・リュードに師事した彫刻家。友人に詩人ボードレール（1821年-1867年）がある。
- ジャック・ヴィルレ（英語版）（1951年–2005年）、舞台俳優。

## 姉妹都市
姉妹都市は以下の通り。
- ドイツのヴェルメルスキルヒェン（英語版）
- スコットランドのファイフ、セントアンドリュース[9]